# 杰羅姆·西格爾
杰羅姆·邁克爾·西格爾（英語：Jerome Michael Segal；1943年11月25日—）是美國马里兰州银泉的一名哲學家和政治活動家。
西格爾是馬里蘭大學學院市分校的研究學者和猶太和平大廳主席，曾參與2018年美國參議院選舉馬利蘭州民主黨初選。2019年8月，他宣布參選2020年美國總統選舉。

## 外部連結
- 杰羅姆·T·西格爾博士 （页面存档备份，存于）